# Litholomia napaea
Litholomia napaea là một loài bướm đêm trong họ Noctuidae.